# Trendelburg
Trendelburg è un comune tedesco di 5 689 abitanti, situato nel land dell'Assia.